# Brzi i žestoki 7
Brzi i žestoki 7 (eng. Furious 7) je američki akcijski film redatelja James Wan iz 2015. godine i sedmi dio filmskog serijala Brzi i žestoki. Glavne uloge u filmu tumače protagonisti originala iz 2001.

## Glavne uloge
- Vin Diesel
- Paul Walker
- Dwayne Johnson
- Michelle Rodriguez
- Tyrese Gibson
- Chris "Ludacris" Bridges
- Jordana Brewster
- Djimon Hounsou
- Kurt Russell
- Jason Statham

## Vanjske poveznice
- Brzi i žestoki 7 na Internet Movie Databaseu (engl.)